# Алтайские памятники
Алтайские памятники — древнейшие памятники культуры VIII века до н. э. — I века н. э.

## Исследования
В 1713 году находки «бугровщиков» (грабителей могил) дошли до Петра I. Из них была собрана «сибирская коллекция». Были снаряжены экспедиции, которыми руководили учёные Г. Ф. Миллер (1733 и 1744), П. С. Паллас (1770). В 1865 году тюрколог В. В. Радлов исследовал курган «Берель» (верховья Бухтармы), в 1911 году А. В. Адрианов — могильники ранних кочевников в местностях Черновая, Солнечные Белки, Майемер Западного Алтая, в 1927 году С.И Руденко — в Катонкарагае, в 1956—1965 годах С. С. Сорокин на территории Берели, Курты, Катыни и Кумая. С 1997 года Восточно-Казахстанская экспедиция под руководством З. Самашева продолжили исследования алтайских памятников.

## Описание курганов
По ритуалу погребения и отличиям найденных предметов алтайские памятники разделяются на 4 периода: Куртинский (VIII—VII вв. до н. э.), Майемерский (VII—VI вв. до н. э.), Пазырыкский (V—III вв. до н. э.) и Кулажорганский (III век до н. э.—I век н. э.).
В курганах Куртинского периода (верховья реки Бухтарма) погребённый положен на левый бок, руки и ноги — в согнутом положении, голова повернута на северо-запад. У ног — скелет лошади.
В курганах Майемер (верховье реки Нарын) трупоположение на спине, руки и ноги вытянуты. Стены могилы укреплены досками. Кладбище огорожено каменными глыбами. В 1997 году в районе Майемера найден скелет женщины, жившей в 803 году до н. э., рядом — колчан с медной стрелой и другие вещи.
Предметы, найденные в курганах Пазырыкского (Берельского) периода, показывают, что бронза и медь были вытеснены железом.
В курганах периода Кулажорги найдены петроглифы с изображением оленя, беркута и горной козы.
Алтайские памятники свидетельствуют о становлении сакской культуры на Алтае.